# Rats
«Rats» es una canción del grupo Pearl Jam, incluida en su segundo álbum, Vs. Si bien su tema central es acerca de las ratas, la canción está también dedicada a la compañía que los ha acompañado como ingenieros de sonido a lo largo de varios años llamada Rat Sound. Incluso, en algunas ocasiones al tocar la canción, Eddie Vedder explícitamente dedica la canción a ellos.

## Significado de la letra
La canción habla acerca de cómo las ratas siempre trabajan juntas para alcanzar un objetivo común, haciendo la crítica de que los humanos no son capaces de hacer eso y que deberíamos aprender de las ratas. Vedder en una entrevista comentó que la canción no era anti-ratas como muchos pensaban, sino que surgió de una plática sobre el tema y como se ha creado toda una industria basada en la eliminación de ellas.
Al final de la canción puede escucharse de manera repetida la frase "Ben, the two of us need look no more", la cual puede ser encontrada en la canción "Ben" de Michael Jackson, escrita para el álbum y la película del mismo nombre.